# باکسان
شهر باکسان (به روسی: Баксан) در کشور روسیه و در جمهوری کاباردینو-بالکاریا واقع شده‌است.